# 関幸甫
関 幸甫（せき こうすけ、1644年 - 1730年8月13日）は、江戸時代の儒学者。著書は関一楽の号で『冥加訓』がある。

## 概要
備前岡山藩の医者であったが、豊後岡藩（大分県竹田市一帯）に招かれ、藩の儒学者となった。
関幸甫について多くは不明であり、『藩政時代の教育』（大分県社会課、1925年（大正14年））、『大分県偉人伝』（大分県教育会、1953年（昭和10年））他に墓誌などが紹介され、その著書に『大道訓』『春秋胡伝諺解』『冥加訓』があるとされている。『冥加訓』は関一楽の号で『国書総目録』（岩波書店）に掲載されている。

## 年表
- 正保元年（1644年) - 誕生[6][7][8]。
- 元禄9年（1696年） - 岡山藩の儒医だったが、岡藩主中川久恒に招聘され、岡藩の藩儒となり、竹田村杣谷（そまだに）に居を移す[5][9][10]。
  - 招聘年を貞享2年（1685年）とする文献もある[11]。
  - 藩儒として藩士の教育にあたることとなり、学問所として藩の子弟のための私塾を輔仁堂と称し、自邸内に開く[5][9][10]。
- 年不詳 - 儒医を辞する[5]。
- 享保9年（1724年） - 『冥加訓』が成立する[8][9][12][13]。30年かけて著した[5]。
- 享保11年（1726年） - 輔仁堂を藩校に改組する[5][7][14][15]。
- 享保15年（1730年）8月13日 - 死去[6][7][16]。

## 諱・字・号
- 諱：長博[5][17]
- 字：正軒（しょうけん）[5][11]、載甫（さいほ）[7][17][18]
- 通称：幸甫[7]
- 号：真庵[5][7]、一楽（いちらく）[17][18]
- 号とされることのある仁堂[7]は、塾名の「輔仁堂」との取り違いと思われる。